# Baal
Baal (ugar.: 𐎁𐎓𐎍; fenic.: 𐤁𐤏𐤋; hebr. ‏בַּעַל‎, trb.: Ba`al; akad.: Bēlu; arab. ‏بعل‎) – semickie bóstwo, którego ośrodkiem kultu było miasto Ugarit.

## Baal u ludów semickich
W mitologii ugaryckiej jest to porywczy, pełen młodzieńczego zapału bóg burzy i życiodajnego deszczu, władca świata. Co roku ginął w wyniku walki toczonej z Motem – bogiem śmierci i wysuszonej letnim skwarem ziemi – i zstępował do świata podziemnego, aby z nastaniem wiosny powstać z martwych. Nieustanna walka między życiem a śmiercią była tematem dramatycznego mitu, który głęboko poruszał i przynosił oczyszczenie wewnętrzne. Kiedy wrogowie Baala dokonywali najgorszego z najgorszych czynów, ich siła się wyczerpywała.
Imię Baal należałoby raczej uważać za tytulaturę, gdyż oznacza ono dosłownie „Pan”. Właściwe imię ugaryckiego boga burzy zapisywano 𐎅𐎄 (hd) i wokalizowano prawdopodobnie jako Haddu, co odpowiada aramejskiemu Hadad oraz akadyjskiemu Adad.
Władzę królewską nad światem otrzymał Baal – syn Dagona z rąk najwyższego boga El. Stary bóg zgodził się na to nie bez oporów, ponieważ posiadał własne potomstwo. W staraniach o zezwolenie na budowę pałacu, niezbędnego do potwierdzenia królewskiego statusu, znaczną rolę odegrała ukochana siostra Baala – Anat.
W sztuce wyobrażano Baala jako wojownika w szpiczastym hełmie ozdobionym rogami. W jednej ręce dzierży maczugę, w drugiej błyskawicę – jego boski atrybut. Zwierzęciem symbolizującym potęgę Baala jest byk, przy czym niektóre teksty ukazują go w tej postaci, zapładniającego stada jałówek, co miało ilustrować jego niespożytą seksualną siłę.
Seleukidzi popierali kult Baala w Syrii, oddając mu szczególną cześć. Przymuszanie Żydów do jego kultu stawało się powodem powstań żydowskich. Wielokrotnie w Biblii potępia się kult Baala, jeszcze przed czasami machabejskimi.

## Baal w starożytnym Egipcie
Kult Baala dotarł do Egiptu w czasach Ramzesa II (XIX dynastia), ogarniając niższe warstwy społeczeństwa. Żołnierze widzieli w nim strażnika granic. Świątynia Baala znajdowała się w dzielnicy obcokrajowców w Memfis. Wyobrażano go sobie pod postacią psa (odpędzającego złodziei i wrogów), czasem identyfikowano z Setem.

## Baal w starożytnym Rzymie

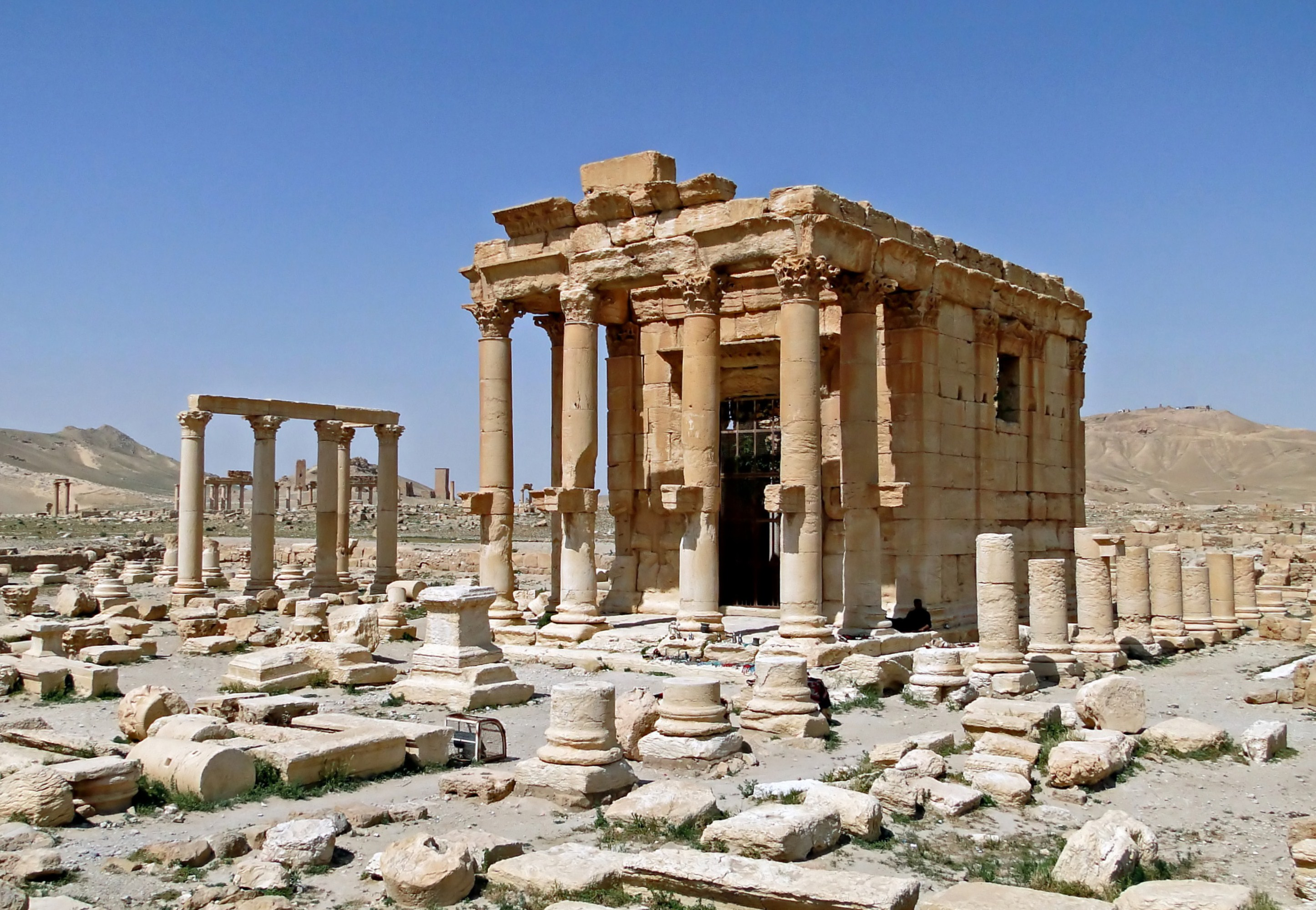
Świątynia Baala-Szamina w Palmyrze w Syrii, zniszczona w 2015 r. przez terrorystów z tzw. Państwa Islamskiego.

Cesarz Heliogabal (204–222) sprowadził do Rzymu kult Baala (El Gabala) z syryjskiego miasta Emesa. Przypisywał mu duże znaczenie, traktując go jako główne bóstwo, a przynajmniej próbując mu podporządkować inne bóstwa. Doprowadził między innymi do przeniesienia do jego świątyni ognia Westy, kamienia Wielkiej Macierzy Bogów (Kybele), Palladium czy tarcz saliów (ancile). Wobec szaleństwa Heliogabala, po jego śmierci zakazano w Rzymie kultu Baala.